# Sant'Angelo di Piove di Sacco
Sant'Angelo di Piove di Sacco es una localidad y comune italiana de la provincia de Padua, región de Véneto, con 7.170 habitantes.

## Evolución demográfica
| Gráfica de evolución demográfica de Sant'Angelo di Piove di Sacco entre 1861 y 2001 |
|                                                                                     |
| Fuente ISTAT - elaboración gráfica de Wikipedia                                     |